# Rafah
 Der er for få eller ingen kildehenvisninger i denne artikel, hvilket er et problem. Du kan hjælpe ved at angive troværdige kilder til de påstande, som fremføres i artiklen.

Rafah (arabisk: رفح, hebraisk: רפיח) er en by i Gazastriben lige ved grænsen til Sinai-halvøen i Egypten. Gennem tiden er byen blevet kaldt Robihwa af de gamle egyptere, Rafihu af assyrerne, Raphia af grækerne og romerne, Rafiach af israelitter, og i dag Rafah. Her udkæmpedes slaget ved Rafia i 217 f.Kr. Under 1. verdenskrig udkæmpedes slaget ved Rafah den 8. januar 1917.
Det er den største by i den sydlige del af Gazastriben, med en befolkning på om omkring 153.000 (2014), hvoraf ca. halvdelen bor i de to flygtningelejre, som ligger rundt om byen, Canada-lejren i nord og Rafah-lejren i syd. Gazastribens eneste flyveplads ligger lige ved Rafah, og var i drift mellem 1998 og 2001.
Rafah har Gazastribens eneste, internationale grænseovergang. Tidligere blev den kontrolleret af israelsk militær, men den kom under palæstinensisk overhøjhed i september 2005 i forbindelse med Israels tilbagetrækning fra Gazastriben. En kommission fra EU begyndte at kontrollere grænsen i november 2005 efter at Israel stillede sig kritisk overfor sikkerheden ved grænsen, og i april 2006 overtog Mahmoud Abbas' præsidentgarde ansvaret for grænsen.